# René Schick Gutiérrez
René Schick Gutiérrez (né à León le 23 novembre 1909 et mort à Managua le 3 août 1966) est un avocat, diplomate et homme politique nicaraguayen d'origine autrichienne, président du Nicaragua du 1er mai 1963 jusqu'à sa mort le 3 août 1966.

## Origines
René Schick Gutiérrez est né à León le 23 novembre 1909, d'une famille pauvre.

## Formation
Lors de ses études secondaires, Schick attire l'attention du directeur de l'établissement, l'ingénieur J. Ramón Sevilla, qui décide de le prendre sous son aile. En 1937, lorsque ce dernier est nommé ministre de l'Instruction publique et de l'Éducation physique au sein du gouvernement du général Anastasio Somoza García, il nomme son pupille haut fonctionnaire du ministère.
Schick profite de son transfert à Managua pour s'inscrire à la faculté de droit de l'Université du centre de Managua, dont il ressort avec de brillantes qualifications. Il est même nommé professeur dans cette même faculté après avoir obtenu son diplôme. Il intègre aussi la Cour suprême de justice comme avocat et plus tard comme notaire[réf. nécessaire].

## Vie publique

### Juriste
En 1941, il est nommé juge civil basé à León, sa ville natale. Ensuite, il est successivement nommé avocat du Réseau ferroviaire du Pacifique du Nicaragua, président magistrat de la Cour d'appel du district judiciaire de l'Ouest et avocat de la Commission de contrôle des prix et du commerce.

### Diplomate
En 1946, il est incorporé dans le corps diplomatique nicaraguayen et envoyé à Washington en tant que chargé d'affaires de l'ambassade du Nicaragua aux États-Unis, puis ambassadeur du Nicaragua auprès de l'Organisation des États américains (OEA) et des Nations Unies (ONU). Pendant une courte période, il est également ambassadeur du Nicaragua au Venezuela, puis en 1954, représentant du Nicaragua à la dixième et dernière Conférence panaméricaine tenue à Caracas.

### Ministre
En 1957, il est nommé ministre de l'Éducation publique au sein du cabinet du président Luis Somoza Debayle, puis ministre des Affaires étrangères de 1961 à 1962,, moment où il démissionne lorsqu'il est élu candidat à la présidence du Parti nationaliste libéral (PLN) au pouvoir. Plus souples que leur père – Anastasio Somoza García – et bénéficiant du soutien des États-Unis, les deux fils Somoza, aux commandes du parti, permettent désormais à des « amis du clan » d'occuper le rôle politique de premier plan. C'est ainsi qu'en février 1963, Schick Gutiérrez peut se présenter comme candidat présidentiel du parti.

### Président
René Schick Gutiérrez est élu président de la République aux élections générales de 1963, avec 90,48 % des voix contre Diego Manuel Chamorro du Parti conservateur nicaraguayen, qui récolte 9,52 % des voix. L'élu prête serment en tant que président du Nicaragua pour une période de quatre ans, de 1963 à 1967, devant des milliers de participants au stade national de Managua le 1er mai 1963, succédant à Luis Somoza Debayle au pouvoir.
Dans son discours inaugural, il déclare :
« Mon gouvernement sera caractérisé par un sens profond de la justice sociale et par un humanisme libéral orienté vers les larges majorités. »
Bien qu'à cette époque ces paroles semblaient plutôt protocolaires, elles semblent cependant se réaliser sous son gouvernement[réf. nécessaire].
Bien qu'à ce poste, il soit qualifié de « marionnette » de Luis et de son frère Anastasio Somoza Debayle (directeur en chef de la Garde nationale), il laisse néanmoins de bons souvenirs à plusieurs Nicaraguayens, non pas parce que les mercredis à la maison présidentielle, il distribuait des córdobas de n'importe quelle coupure aux pauvres qui faisaient la queue, mais parce qu'il a donné à des familles à faible revenu nombre de terres appartenant à l'État afin qu'elles y construisent leurs maisons. Geste critiqué par ses ministres, pour qui cela revenait à financer la mendicité avec l'argent de l'État[réf. nécessaire].
Fervent anticommuniste et à la disposition des États-Unis, il fait du Nicaragua la base de départ des acteurs qui opèrent le coup d'État au Guatemala dirigé contre Jacobo Árbenz Guzmán en juin 1954. Il déclare également en juin 1966 qu'il est prêt à ériger sur le territoire des bases de lancement de fusées américaines contre Cuba, s'attirant les remerciements des anticastristes de Miami et les récriminations de La Havane,.

## Mort
Fin juillet 1966, il est victime d'un infarctus, son cœur étant déjà affaibli à cause de son alcoolisme. Il est alors soigné à la Maison présidentielle et meurt d'une autre crise cardiaque à 2h25 du matin le 3 août de la même année, à l'âge de 56 ans.
René Schick Gutiérrez est enterré au cimetière général de Managua, près du rond-point des personnes illustres, ses funérailles sont marquées par une apothéose populaire, un deuil national est décrété pendant 9 jours pour lesquels le drapeau nicaraguayen est hissé en berneAnastasio Somoza Debayle[réf. nécessaire].
Lui succède Lorenzo Guerrero Gutiérrez, l'un des trois vice-présidents de la nation, et jusqu'alors ministre de l'Intérieur et des Annexes, élu à l'unanimité par le Congrès national comme président de la République pour terminer son mandat jusqu'au 1er mai 1967, jour où ce dernier passe le pouvoir à Anastasio Somoza Debayle.

## Héritage
Pendant son mandat présidentiel, Schick Guttiérez est qualifié de marionnette soumise au pouvoir de la famille Somoza, même si son action témoigne d'une soumission qui n'est pas complète. La marge de pouvoir qu'il réussit à se donner lui permet de laisser un héritage dans le pays.
Parfois considéré populiste, il se rendait dans les marchés à l'heure du déjeuner et s'asseyait aux tables collectives des restaurants, accompagnant les porteurs et les ouvriers du marché pour partager et manger la même nourriture populaire devant la présence de photographes et journalistes. Cela a accru sa popularité parmi le peuple, qui, avec son honnêteté démontrée, a été appelé « le président des mains blanches » par Pedro Joaquín Chamorro Cardenal[réf. nécessaire].
Durant son administration, la Banque centrale du Nicaragua est consolidée et le bâtiment de 10 étages sur l'avenue Roosevelt est construit, qui constitue alors le premier grand édifice de Managua. Il apporte également tout son soutien à la construction du Théâtre national Rubén Darío, promu par Hope Portocarrero, bien que lorsque cette grande œuvre est finalement inaugurée, il était déjà décédé[réf. nécessaire].
En octobre 1964, il fait accepter par le Congrès national l'abrogation du traité Bryan-Chamorro de 1916 qui octroie aux États-Unis tous les droits sur un éventuel canal interocéanique à être construit sur le territoire nicaraguayen.
Il réussit à stabiliser l'économie du pays, ainsi que l'intégration du Nicaragua dans le Marché commun centraméricain, puis fait accepter par le Congrès une réforme agraire dont la principale mesure est la menace de nouveaux impôts et l'expropriation des propriétaires qui possèdent des terres non cultivées.